# José Becerra Torres
José Becerra Torres, El Veneno (Guadalajara, 12 de febrero de 1944), es un pelotari mexicano. Se inició en el Frontenis en el Club Deportivo Guadalajara. 
Fue 16 veces campeón del Campeonato Nacional de Frontenis de Singles y 14 veces campeón del Campeonato Nacional de Frontenis de dobles. 
Durante el Campeonato del Mundo de Pelota Vasca de 1966 y el Campeonato del Mundo de Pelota Vasca de 1970 ganó la medalla de oro en la especialidad de Paleta goma junto a Rubén Rendón. 
En los  Juegos Olímpicos de 1968 obtuvo el Primer lugar en la especialidad de Paleta goma como deporte de exhibición con Rubén Rendón, Gastelumendi y Alfredo Baltazar.
Para el Campeonato del Mundo de Pelota Vasca de 1974, la dupla Becerra-Rendón consiguió la medalla de plata en la especialidad de Paleta goma. En el Campeonato del Mundo de Pelota Vasca de 1978 repitió la medalla de plata de la misma especialidad junto a José Luis Flores Torres. 
Luego de un periodo sin conseguir medalla alguna, sorprendió a propios y extraños y se hizo de la medalla de oro en la especialidad de Frontenis en el Campeonato del Mundo de Pelota Vasca de 1986 junto a Jorge Marrón.

## Reconocimientos
Es miembro del Salón de la Fama de la Confederación Deportiva Mexicana, del Salón de la Fama del Estado de Jalisco, del salón del Paseo de las Iluminarias del Deporte Jalisciense y del Salón de los Inmortales del Comedep. Recibió el Trofeo al mejor deportista amateur jalisciense del siglo XX en 2005.